# Охота на единорога (фильм)
«Охо́та на единоро́га» — советский художественный фильм 1989 года, снятый по военной повести В. Б. Туболева «Чужое небо».

## Сюжет
Середина Великой Отечественной войны. Выпускник лётного училища сержант Тесленко летит ведомым у командира эскадрильи майора Грабаря. Тесленко нарушает приказ командира, и их обоих сбивают в воздушном бою, после чего они оказываются в немецком плену.
Их обоих этапируют на немецкий аэродром, где пленные советские лётчики на самолётах с ограниченным запасом горючего служат живыми мишенями для курсантов немецкой лётной школы. 
Пленный лётчик Соломеин сумел ночью пробраться к самолёту, заправить его дополнительным горючим и снабдить боеприпасами до того, как его учуяла охранная овчарка, после чего его застрелил часовой с вышки. Полковник Штейр (главный на аэродроме, отвечающий за подготовку курсантов) догадывается об этом, но соглашается с эсэсовским комендантом, что пленный никак не мог пробраться к самолёту.
На следующее утро в свой последний полёт летит Грабарь, но ему удается уклониться от атак немецкого курсанта (по словам немцев, за пленным майором это уже седьмой бой), и его заменяют сержантом Тесленко, которому удается направить самолёт курсанта так, чтобы тот ударился о землю. Затем Тесленко сбивает взлетевшего для боя полковника, после чего обстреливает аэродром. Тем временем Грабарю удаётся завладеть автоматом одного из конвоиров, пробиться в диспетчерскую и, связавшись с Тесленко, приказать сержанту не садиться на аэродроме, а улетать к своим как можно скорее, пока его не взяли на прицел немецкие зенитчики. Затем Грабарь включает пластинку «Марш авиаторов» и спокойно ожидает своей дальнейшей участи.
Тесленко удаётся пересечь линию фронта и добраться до расположения советских войск, где он был арестован и осуждён по 58-й статье, так как в особом отделе не поверили в его удивительный побег.
Фильм заканчивается тем, что зимой 1952 года потерявший интерес к жизни зэк ГУЛАГа Тесленко не выполняет приказ охранника и погибает.

## В ролях
- Сергей Быстрицкий — сержант Сергей Тесленко, пленный лётчик
- Виталий Зикора — майор Грабарь, пленный лётчик
- Виктор Соловьёв — полковник Люфтваффе Бернгарт Штейр, немецкий ас, начальник летной школы Люфтваффе
- Владимир Завьялов — капитан Соломеин, пленный лётчик
- Виталий Яковлев — Мироненко, пленный лётчик
- Юрий Лазарев — капитан Земцов, пленный лётчик
- Гедиминас Гирдвайнис — Бергер, комендант лётной школы люфтваффе, гауптштурмфюрер СД
- Владимир Кабалин — конвоир ВОХРа в лагере
- Альгис Матулёнис — генерал люфтваффе
- Виктор Рыбчинский
- Владимир Фирсов
- Евгений Минин — немецкий офицер на ж/д станции

## Съёмочная группа
- Режиссёр: Владимир Лаптев
- Сценарист: Анатолий Галиев
- Оператор: Рудольф Мещерягин
- Композитор: Владимир Лебедев

## Факты
- В качестве советского истребителя для съёмок в фильме использовался истребитель Як-50 ОКБ Яковлева, выпускавшийся серийно в 1976—1986 годах. В настоящее время этот самолёт установлен как памятник на территории киностудии «Мосфильм»[1].
- В фильме немецкий офицер спрашивает у пленного солдата с лётным шлемом, какое время виража у Ла-5. Это значит, что события в фильме происходят не раньше второй половины 1943 года. Более того, у гимнастёрок красноармейцев и главных героев (до пленения) присутствуют стоячие воротники вместе с погонами, которые появились в Красной армии только в 1943 году. В камере, в которой содержатся пленные лётчики, майор Грабарь произносит фразу: «Сегодня у нас тысяча десятый день войны» — то есть действие происходит в конце марта 1944 года. В отрывке сводки Совинформбюро сообщается об освобождении города Барановичи, которое произошло 8 июля 1944 года.
- В фильме в воспоминаниях начальника немецкой лётной школы Бернгарта о его родном сыне, разбившемся на самолёте, звучит танго «O mia bella Napoli» из оперетты «Венера в шелках» (Venus in Seide) Роберта Штольца, в исполнении немецкого оркестра Марека Вебера (Marek Weber Orchester).